# Судовий процес над Дональдом Трампом у Нью-Йорку
30 березня 2023 року велике журі Мангеттена пред'явило обвинувачення Дональду Трампу, президенту США з 2017 по 2021, за його передбачувану роль в скандалі, пов'язаному з виплатою грошей порноакторці Стормі Деніелс перед президентськими виборами 2016, у зв'язку з чим справа набула популярності як «справа Стормі Деніелс». Це перший випадок в історії, коли колишньому чи чинному президенту США було пред'явлено кримінальне звинувачення, і перша в історії справа, в якій президент США був визнаним винним у фелонії.

## Обвинувачення
Трампу було пред'явлено звинувачення у підробці фінансової документації (виплату за документами оформили як оплату юридичних послуг) І ступеня. Звинувачення спочатку були засекречені і були оприлюднені 4 квітня, коли Трамп з'явився до Манхеттенського кримінального суду. Трампу було пред'явлено звинувачення за 34 епізодами. Максимальним покаранням за це можуть бути 4 роки в'язниці, хоча зазвичай за перший злочин такого роду до реального терміну не присуджують . При явці до суду у Трампа взяли відбитки пальців, але його не фотографували.
Після явки до суду Трамп повернувся на свою віллу Мар-а-Лаго і виступив перед своїми прихильниками, висловивши обурення пред'явленими йому звинуваченнями.

## Судовий процес
Судовий процес у цій справі розпочався 15 квітня 2024 року.

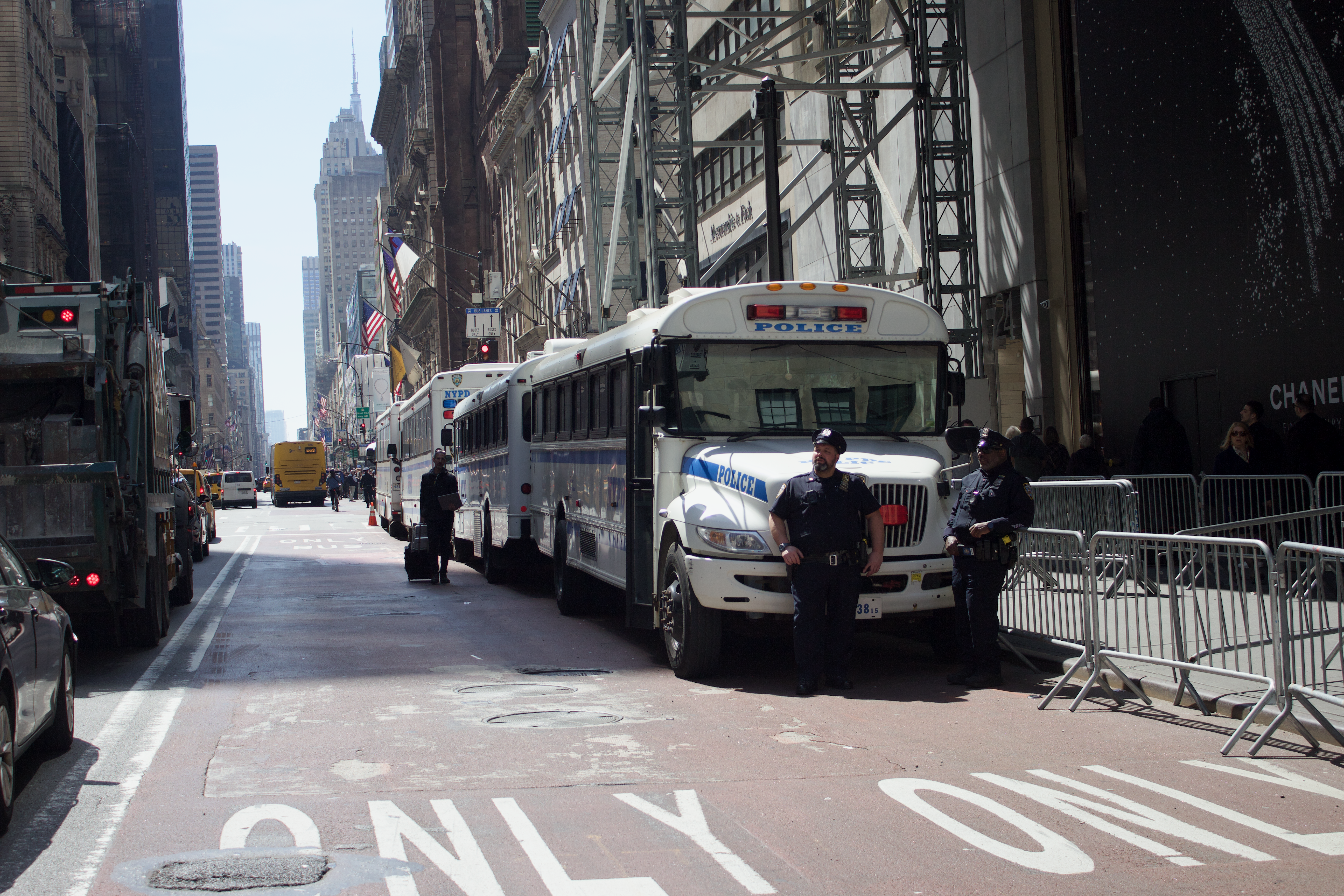
Шкільні автобуси, переобладнані для використання поліцією Нью-Йорка, блокують протилежний бік вулиці від місця слухання

Одним з головних свідків звинувачення виступив Майкл Коен, колишній адвокат Трампа. Як свідок звинувачення виступила і сама Стормі Деніелс, яка докладно розповіла про те, як займалася сексом з Трампом..
30 травня 2024 року присяжні визнали Трампа винним за всіма пунктами звинувачення. Він став першим президентом США, визнаним винним у фелонії.
10 січня 2025 року суддя Хуан Мерчан виніс вердикт, яким звільнив Трампа від будь-якого покарання, оскільки він не міг ухвалити рішення, яке б завадило роботі Трампа, який переміг на президентських виборах 2024 року, на посаді президента. Згідно із законодавством штату Нью-Йорк, суддя має право відмовити у призначенні тюремного ув'язнення, штрафу або випробувального терміну, якщо він або вона приходить до висновку, що немає сенсу призначати будь-яке покарання.

## Політичне значення
Британський тижневик The Economist відзначає потенційний вплив суду на міжнародну політику. Так на думку видання, після відходу Трампа з посади президента США багато країн зазнали полегшення і сподіваються на те, що він уже ніколи не повернеться до Білого дому. Проте з урахуванням популярності Трампа у республіканців така можливість не виключається, що викликає тривогу в деяких країнах. Так Україна, побоюючись повернення Трампа, хотіла б отримати максимальну військову допомогу від США якнайшвидше. Влада Росії, навпаки, сподівається, що у разі повернення Трампа на пост президента, шанси на перемогу в війні з Україною зростуть. Країни НАТО побоюються, що повернення Трампа призведе до розриву відносин з Америкою і поспішають посилити альянс у передчутті цієї небезпеки.